# U2
U2 – irlandzki zespół rockowy, powstały w Dublinie w 1976, pod nazwą U2 występujący od 1978. W jego skład wchodzą: Bono, The Edge, Adam Clayton i Larry Mullen Jr.
Do połowy lat 80. zespół zyskał międzynarodowy rozgłos, przede wszystkim za sprawą pełnego pasji wokalu Bono (tenor, baryton, lekki falset), oryginalnego stylu gitarowego The Edge’a i repertuaru składającego się głównie z melodyjnych, a jednocześnie przepełnionych emocjami utworów, z których część stała się światowymi przebojami (m.in. „Sunday Bloody Sunday”, „New Year’s Day”, „Pride (In the Name of Love)”, "With or Without You, I Still Haven't Found What I'm Looking For", Desire",„Angel of Harlem” w latach 80. „One” w latach 90 czy „Beautiful Day” w latach 00). Największy sukces U2 odnieśli w 1987 po wydaniu albumu pt. The Joshua Tree, który pozostaje najlepiej sprzedającym się krążkiem zespołu, a pierwszy singel z płyty – „With or Without You” – jako pierwszy w dorobku grupy dotarł na szczyt listy Hot 100. Zespół sprzedał łącznie ponad 150 mln płyt na całym świecie i plasuje się na 16. miejscu wszech czasów w tej dziedzinie.
W 2005 zespół został wprowadzony do Rock and Roll Hall of Fame.

## Historia

### Początki (1976-1979)
Zespół powstał w 1976 z inicjatywy 15-letniego perkusisty Larry’ego Mullena, który w ogłoszeniu wywieszonym na tablicy ogłoszeń szkoły Mount Temple Comprehensive School w Dublinie (do której uczęszczał) napisał, że poszukuje chętnych do założenia zespołu rockowego. Na spotkanie założycielskie, które odbyło się w jego domu, przyszło sześć osób, przy czym Ivan McCormick, pomimo posiadania własnego sprzętu (gitara i wzmacniacz), od razu zrezygnował, gdy się okazało, że nie potrafi grać; Paul Hewson został wokalistą, bracia Dik i David Evansowie byli gitarzystami, a Adam Clayton (przyjaciel Evansów) grał na gitarze basowej. Początkowo zespół stanowił kwintet i w tym składzie – pod nazwą Feedback – zagrali swój pierwszy koncert w High School w St. Fintan w Dublinie w kwietniu 1977, ale już po dwóch koncertach zmienili nazwę na The Hype. Większość ich początkowego materiału składała się z coverów, a na ich repertuar wpływ miały grupy punkrockowe: The Jam, The Clash, Buzzcocks i Sex Pistols. Pierwsze koncerty organizował grupie Clayton.
Po odejściu z zespołu Dicka Evansa w 1978 grupa przyjęła nazwę U2, którą wymyślił Steve Averill, muzyk i przyjaciel rodziny Claytona. Averill przedstawił sześć potencjalnych nazw (jedną z nich było Flying Tigers), z których zespół wybrał U2 ze względu jej na niejednoznaczność i otwartość na interpretacje. Muzycy odbywali cotygodniowe próby w szkolnej sali muzycznej, gdzie grali piosenki Boba Dylana oraz grup The Beatles i The Beach Boys, a także własne utwory. Pierwsze regularne koncerty grali co poniedziałki w klubie McGonagles w Dublinie. Wiosną 1978 wystąpili w telewizyjnym programie dla młodzieży Young Line, w którym zagrali numer „Street Mission”. W tym samym roku wygrali konkurs talentów w Limerick sponsorowany przez Harp Lager i Evening Press, a w nagrodę otrzymali 500 funtów i możliwość nagrania demo dla wytwórni płytowej CBS Ireland. W kwietniu 1978 nagrali swoją pierwszą kasetę w Keystone Studios w Dublinie, gdzie zarejestrowali piosenki: „Shadows and Tall Trees”, „The Fool” i „Stories for Boys”. Nagrania oceniono jednak jako nieudane. Podczas kolejnej sesji nagraniowej, tym razem w Eamon Andrews Studios, nagrali utwory: „Alone in the Light”, „Another Time, Another Place” oraz „Life on a Distant Planet”.
W połowie 1978 menedżerem grupy został Paul McGuinness, którego skojarzył z zespołem Bill Graham, dziennikarz irlandzkiego magazynu „Hot Press”. McGuinness zarezerwował sesje demo dla grupy i starał się załatwić dla nich kontrakt płytowy. Zespół w tym czasie koncertował po Irlandii, a z kilkoma egzemplarzami swojej kasety (zawierającej nagrania z obu pierwszych sesji) udał się do Londynu, gdzie usiłował zainteresować swoją muzyką tamtejszych dziennikarzy i przedstawicieli wytwórni płytowych; wzmianki o debiutującej grupie z Dublina znalazły się m.in. w czasopismach „Melody Maker”, „Sounds” i „Record Mirror”.
W sierpniu 1978 muzycy nagrali demo kolejnych trzech utworów: „Out of Control”, „Stories for Boys” i „Boy/Girl”, których producentem był Chas de Whalley z Windmill Lane Studios. 26 września 1979 utwory zostały wydane przez wytwórnię CBS na minialbumie pt. Three, który ukazał się w limitowanym nakładzie 1000 egzemplarzy na 12 calowym winylu. Zespół koncertował po kraju, m.in. wystąpił jako support przed koncertem grupy Squeeze w Belfaście. W grudniu 1979 muzycy wystąpili w Londynie, grając koncerty m.in. w klubach Moonlight, Klubie 100 oraz Hope and Anchor. 26 lutego 1980 wytwórnia CBS wydała na rynek irlandzki ich drugi singiel „Another Day”. Tego samego dnia, pod koniec irlandzkiej trasy koncertowej, zespół (za namową Dave’a Kavanagha, organizatora koncertów) wystąpił na arenie bokserskiej przy Stadionie Narodowym w Dublinie, a obecny na koncercie przedstawiciel wytwórni Island Records, Bill Stewart, zaproponował im podpisanie kontraktu, co sfinalizowali w następnym miesiącu.

### Pierwsze młodzieńcze płyty (1980-1983)
W maju 1980 U2 wydali swój pierwszy międzynarodowy singiel „11 O’Clock Tick Tock”, którego producentem został Martin Hannett. Od lipca do września 1980 w Windmill Lane Studios w Dublinie nagrali materiał na swój debiutancki album, którego producentem był Steve Lillywhite. Płytę promowali singlami „A Day Without Me” i „I Will Follow”, który był emitowany również w amerykańskim radiu. Album pt. Boy został wydany w październiku 1980 i otrzymał pozytywne recenzje oraz zajął 52. miejsce na liście sprzedaży w Wielkiej Brytanii i 63. miejsce w Stanach Zjednoczonych. Tuż przed wydaniem płyty rozpoczęli trasę koncertową „Boy Tour” obejmującą występy w Europie i USA.
W tym czasie Bono, Edge i Mullen byli zaangażowani w działalność charyzmatycznej grupy chrześcijańskiej Shalom Fellowship w Dublinie, w związku z czym Bono i Edge rozważali odejście z grupy, ale ostatecznie opuścili Shalom. Pod koniec amerykańskiej części „Boy Tour” Bono zgubił w Seattle swoją torbę zawierającą teksty i pomysły na następną płytę, dlatego podczas rozpoczętej w lipcu 1981 w Windmill Lane Studios dwumiesięcznej sesji nagraniowej nowego krążka muzycy musieli w dużej mierze improwizować. Pierwszy singiel, wydany w lipcu „Fire”, był pierwszą piosenką U2 na listach przebojów w Wielkiej Brytanii. Album pt. October został wydany w październiku 1981 i zebrał mieszane recenzje, i choć zadebiutował na 11. miejscu w Wielkiej Brytanii, w innych krajach sprzedawał się słabo. Singiel „Gloria” był pierwszą piosenką U2, do której teledysk został odtworzony w MTV. Po wydaniu płyty zespół wyruszył kolejną trasę koncertową po Europie i USA. Podczas trasy muzycy poznali fotografa Antona Corbijna, który potem stał się ich głównym fotografem i miał duży wpływ na ich wizerunek publiczny. W 1982 ich nowym menedżerem koncertowym został Dennis Sheehan.

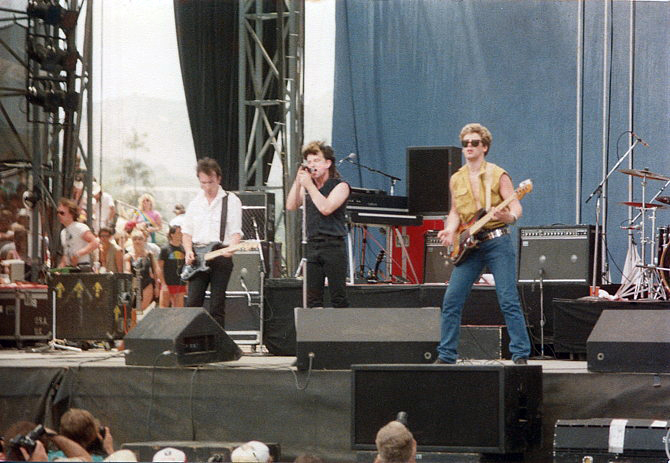
U2 podczas koncertu na US Festival nieopodal w Devore w San Bernardino (Kalifornia) (1983)

Po zakończeniu trasy członkowie grupy przenieśli się do wynajętego domku w Howth, gdzie pisali nowe piosenki na trzeci album, który nagrali w okresie od września do listopada 1982 w Windmill Lane Studios, a za jego produkcję ponownie odpowiadał Steve Lillywhite. Muzycy zapowiedzieli płytę singlem „New Year’s Day”, który wydali 1 stycznia 1983 i z którym dotarli do 10. miejsca na liście przebojów w Wielkiej Brytanii oraz 53. miejsca w USA. Płyta pt. War ukazała się w lutym 1983 i otrzymała pozytywne recenzje, a także osiągnęła komercyjny sukces, debiutując na pierwszym miejscu na liście sprzedaży w Wielkiej Brytanii i na 12. miejscu w USA. Zespół zagrał kilka koncertów na dużych europejskich i amerykańskich festiwalach muzycznych, w tym na amerykańskim festiwalu w weekend Memorial Day dla publiczności liczącej 125 tys. osób. Rejestrowany przez telewizję koncert grupy w amfiteatrze Red Rocks z 5 czerwca 1983 został wyróżniony przez magazyn „Rolling Stone” jako jeden z „50 momentów, które zmieniły historię rock’n’rolla”. Materiał z występu został wydany przez muzyków na albumie koncertowym pt. Under a Blood Red Sky w listopadzie 1983.

### Sukces artystyczny i zdobycie międzynarodowej popularności (1984-1990)
W 1984 wydali czwarty album studyjny pt. The Unforgettable Fire, który nagrali w sali balowej zamku w Slane i nad którym czuwał nowy duet producentów: Brian Eno i Daniel Lanois. Pochodzący z płyty singiel „Pride (In the Name of Love)” zyskał miano światowego przeboju. W 1985 muzycy odbyli trasę koncertową promującą album oraz wystąpili w koncercie „Live Aid” na Stadionie Wembley. W maju 1986 wzięli udział w koncercie charytatywnym „Self Aid”, który miał na celu zwrócenie uwagi na dotkliwy w latach 80. problem bezrobocia w Irlandii; datki zebrane podczas imprezy przekazano na rzecz bezrobotnych żyjących w skrajnej nędzy. W czerwcu 1986 zagrali kilka koncertów w ramach trasy charytatywnej „A Conspiracy of Hope” dla Amnesty International, która wówczas świętowała 25-lecie istnienia.
9 marca 1987 wydali album pt. The Joshua Tree, który wyprodukowali Brian Eno i Daniel Lanois. Krążek pozostaje najlepiej sprzedającym się albumem U2 w historii zespołu (od premiery rozszedł się w 16 mln egzemplarzy na świecie) oraz zyskał miano jednej z najważniejszych płyt muzycznych lat 80. XX w., a promujące go single „With or Without You”, „I Still Haven’t Found What I’m Looking For” i „Where the Streets Have No Name” stały się światowymi przebojami. Za płytę otrzymali nagrodę Grammy za album roku. Wraz z sukcesem wśród międzynarodowej publiczności przyszło również uznanie krytyków, którzy niemal zgodnie docenili wartość artystyczną płyty. Album zapewnił U2 miejsce wśród największych gwiazd światowej muzyki. W kwietniu 1987 muzycy znaleźli się na okładce magazynu „Time”.
Artystyczną kontynuacją materiału z The Joshua Tree był następny album zespołu pt. Rattle and Hum z października 1988, który rozszedł się w nakładzie 14 mln egzemplarzy na świecie. Wraz z jego premierą zaprezentowano dokumentalny film koncertowy o U2 o tym samym tytule w reżyserii Phila Joanou, a tuż po premierze krążka zespół wyruszył w trasę „Lovetown Tour”, w której często towarzyszył im B.B. King. Na zakończenie trasy (choć później odbyło się jeszcze kilka wcześniej przełożonych koncertów) muzycy dali w Dublinie pierwszy w swojej karierze występ sylwestrowy, a w trakcie wydarzenia Bono powiedział: To jest koniec pewnego etapu dla U2. Musimy od tego odejść i wymyślić wszystko jeszcze raz. Słowa frontmana zaniepokoiły wielu fanów U2 i wywołały wysyp plotek o przyszłości zespołu.

### Zmiana stylistyki grupy w latach 90 (1991-1999)

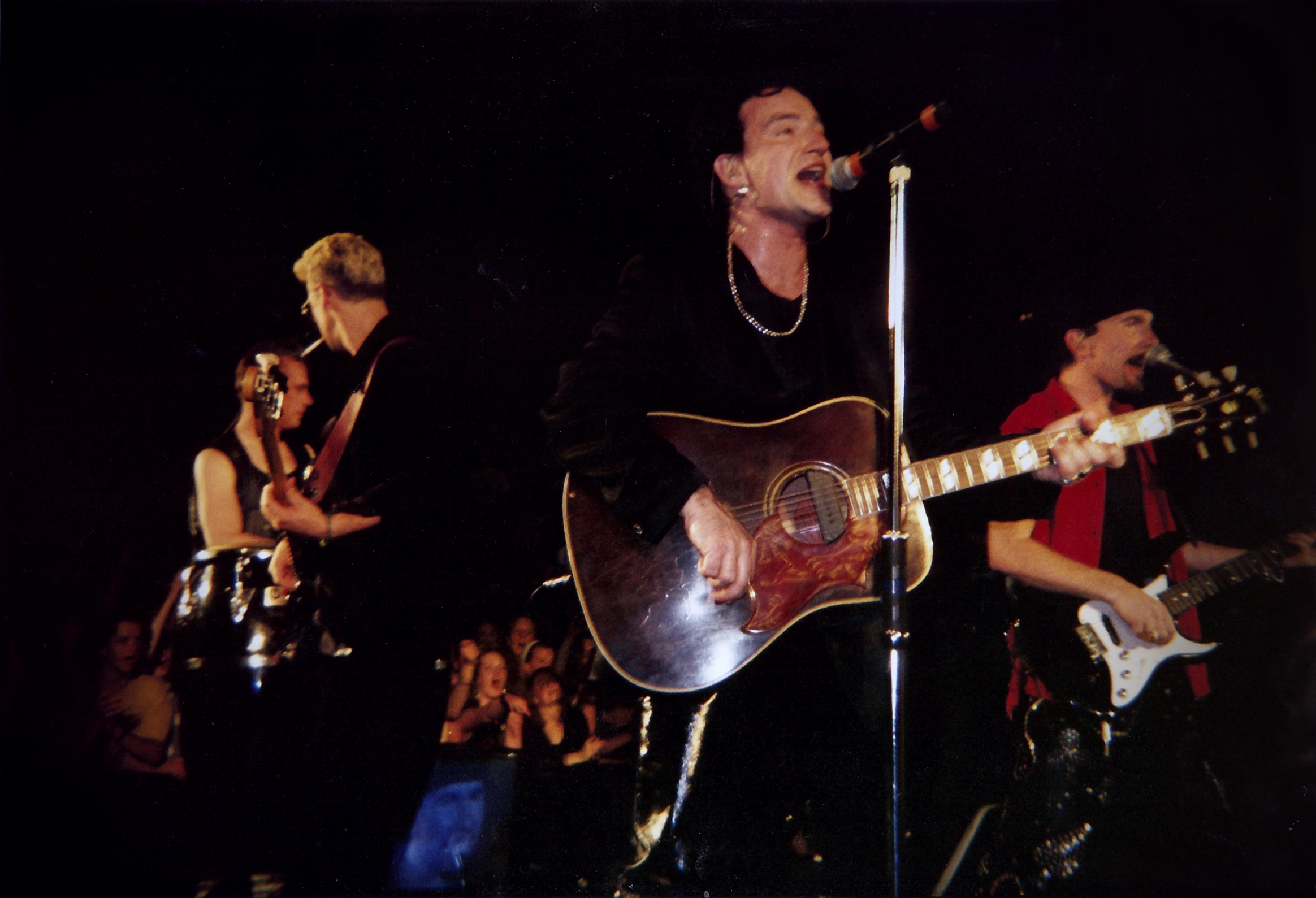
U2 podczas koncertu w Kilonii w ramach „Zoo TV Tour” (1992)

W 1991 muzycy wydali album pt. Achtung Baby, na którym wyraźnie zmienili stylistykę swojej twórczości, co było odpowiedzią na groźbę ich muzycznej stagnacji, rewolucje dance i rocka alternatywnego oraz krytykę zbyt „amerykańskiego” wizerunku zespołu. Podobne eksperymenty kontynuowane były przez całe lata 90. Po wydaniu płyty rozpoczęli trasę koncertową „Zoo TV Tour”, która trwała blisko dwa lata i obejmowała występy na czterech kontynentach; łącznie widowiska spod tego szyldu obejrzało około 5 mln widzów. W multimedialnych występach muzyczno-rozrywkowych nie zapomniano o ważnym dla U2 rysie społeczno-politycznym, a w trakcie koncertów zespół m.in. łączył się przez satelitę z reporterem Billem Carterem, który przebywał w ogarniętym wojną Sarajewie, a podczas jego relacji na żywo wypowiadali się mieszkańcy Sarajewa, którzy opowiadali własne dramatyczne historie wojenne. Łączenia te miały na celu uświadomić społeczeństwa Europy i świata o dramacie, jaki rozgrywa się na Bałkanach. W trakcie trwania trasy „Zoo TV” muzycy wydali album pt. Zooropa. W 1992 wystąpili w koncercie organizowanym przez Greenpeace, aby zaprotestować przeciwko budowie elektrowni nuklearnej Sellafield w Wielkiej Brytanii. W 1993 zagrali koncert w Australii, który został nagrany i wydany w 1994 jako album koncertowy pt. Zoo TV: Live from Sydney. W nagraniu występu nie uczestniczył Adam Clayton, którego partie basowe zagrał Stuart Morgan.
Po zakończeniu koncertowania w 1995 muzycy z U2 oraz Brian Eno utworzyli zespół Passengers, pod którego szyldem wydali album pt. Original Soundtracks 1, zawierający muzykę bliższą temu, co tworzył Eno.

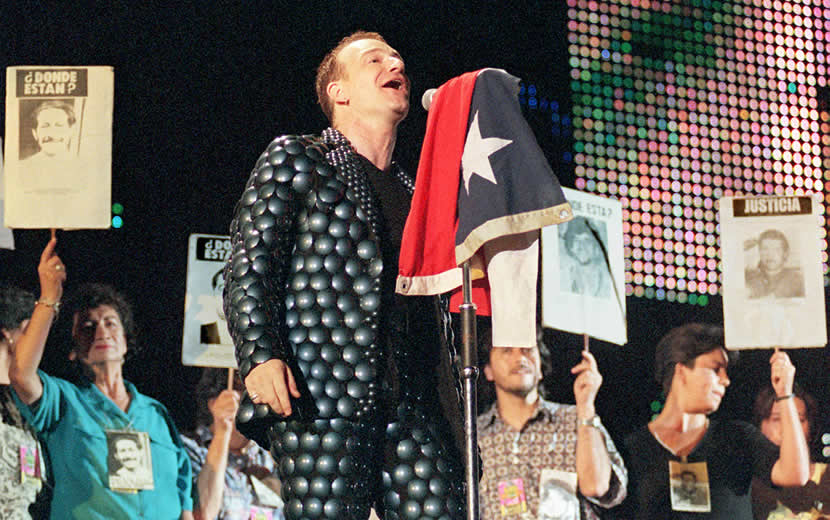
Bono protestujący przeciwko Augusto Pinochetowi na koncercie U2 w Santiago (1998)

W marcu 1997 ukazał się kolejny album U2 pt. Pop, który stanowił dalsze rozwinięcie muzycznych eksperymentów zespołu w latach 90., jednak spotkał się z mieszanym odbiorem wśród fanów. Płycie towarzyszyła spektakularna trasa koncertowa „PopMart Tour”, w ramach której m.in. 20 września 1997 wystąpili w Reggio Emilia we Włoszech. Występ ten oglądało na żywo ponad 170 tys. ludzi, co czyni go największym biletowanym koncertem muzycznym w historii. Również we wrześniu 1997 muzycy z U2 jako pierwszy zespół zachodni dał koncert w podnoszącym się z wojennego zniszczenia Sarajewie. W 1998 wydali album kompilacyjny pt. The Best of 1980–1990, zawierający ich największe przeboje z lat 80. i premierowy singiel „The Sweetest Thing”. Wystąpili też w zorganizowanym w Waterfront Hall w Belfaście Koncercie na tak mającym zachęcić młodych Irlandczyków do udziału w referendum dotyczącym porozumienia wielkopiątkowego.

### Okres pop-rockowy (2000–2011)
W 2000 muzycy U2 powrócili do bardziej tradycyjnych brzmień, ale bez wyraźnego pozbywania się wpływu wcześniejszych muzycznych doświadczeń. Kolejny album, pt. All That You Can’t Leave Behind z października 2000, promowali singlem „Beautiful Day”, który stał się ich kolejnym przebojem.
Jesienią 2001, w czasie trwania trasy „Elevation Tour” doszło do zamachów na World Trade Center i Pentagon. Pod koniec października zespół wystąpił w nowojorskim Madison Square Garden, gdzie dał trzy emocjonalne występy, stanowiące hołd dla ofiar zamachów. W czasie jednego z nich na scenie do zespołu dołączyła reprezentacja strażaków i ratowników walczących ze skutkami ataków terrorystycznych. Z kolei 3 lutego 2002 zespół pojawił się jako gość muzyczny w przerwie finału Super Bowl w Nowym Orleanie, a podczas emocjonalnego występu z utworem „Where the Streets Have No Name” wyświetlono nazwiska wszystkich ofiar ataków z 11 września. Recital spotkał się z ogromnym, pozytywnym odzewem wśród Amerykanów, a wykonane w jego trakcie zdjęcie Bono pojawiło się na okładce tygodnika „Time”. Występ U2 na Super Bowl jest uznawany za jeden z najlepszych w historii tego corocznego widowiska.
W 2002 wydali drugą w karierze składankę przebojów pt. The Best of 1990–2000, na której umieścili swoje największe hity nagrane w latach 90. Album promowali singlem „Electrical Storm”. W 2004 wydali płytę pt. How to Dismantle an Atomic Bomb, która została utrzymana w komercyjnym poprockowym brzmieniu. W lipcu 2005 w trakcie trwania trasy koncertowej „Vertigo Tour” wzięli udział w koncercie charytatywnym Live 8 w londyńskim Hyde Parku, otwierając koncert utworem Beatlesów „Sgt. Pepper’s Lonely Hearts Club Band”, a podczas występu towarzyszył im jeden z oryginalnych Beatelsów – Paul McCartney. W tym samym roku zespół został wprowadzony do Rock and Roll Hall of Fame, stanowiącej najsłynniejszą galerię sław i muzeum rocka; mowę wprowadzającą wygłosił Bruce Springsteen. W listopadzie 2006 wydali kompilację U218 Singles zawierającą 16 najpopularniejszych utworów U2 oraz dwa nowe („Window in the Skies” i „The Saints Are Coming” – cover grupy The Skids nagrany z zespołem Green Day). 9 grudnia 2006 koncertem w Honolulu zakończyli trasę koncertową „Vertigo Tour”. W 2008 premierę miał U2 3D zawierający nagrania koncertów zespołu z trasy „Vertigo Tour” w Ameryce Południowej. Film wyreżyserowali Catherine Owens (odpowiedzialna za oprawę wizualną koncertów grupy) i Mark Pellington (autor teledysku do utworu „One”).
Wiosną 2009 zespół wydał album No Line on the Horizon. Kwartet ponownie wspierali producenci Brian Eno oraz Daniel Lanois, współpracujący z zespołem od 1984, ale tym razem po raz pierwszy wymienieni jako współautorzy większości utworów. Podczas pracy nad albumem nie obyło się bez wpadek – cztery utwory z nowej płyty przedostały się do sieci już w sierpniu 2008. Zespół, dozując emocje, co jakiś czas udostępniał subskrybentom strony u2.com filmiki z prac nad albumem, kręcone przez Adama Claytona. 19 stycznia 2009 odbyła się radiowa premiera pierwszego singla z albumu – „Get on Your Boots”, a 30 stycznia ukazał się teledysk do tej piosenki. 27 lutego miał premierę album No Line on the Horizon. Został przyjęty mieszanymi recenzjami – jedni ocenili go jako arcydzieło („The Rolling Stone Magazine”), inni zaś jako „bubel” („Dziennik”). Następnym singlem z „No Line...” był „Magnificent”, wydany 4 maja 2009. Teledysk do tego utworu ukazał się na U2.com 6 maja 2009. Kolejnym singlem był „I'll Go Crazy If I Don't Crazy Tonight”, który został wydany 17 sierpnia 2009.

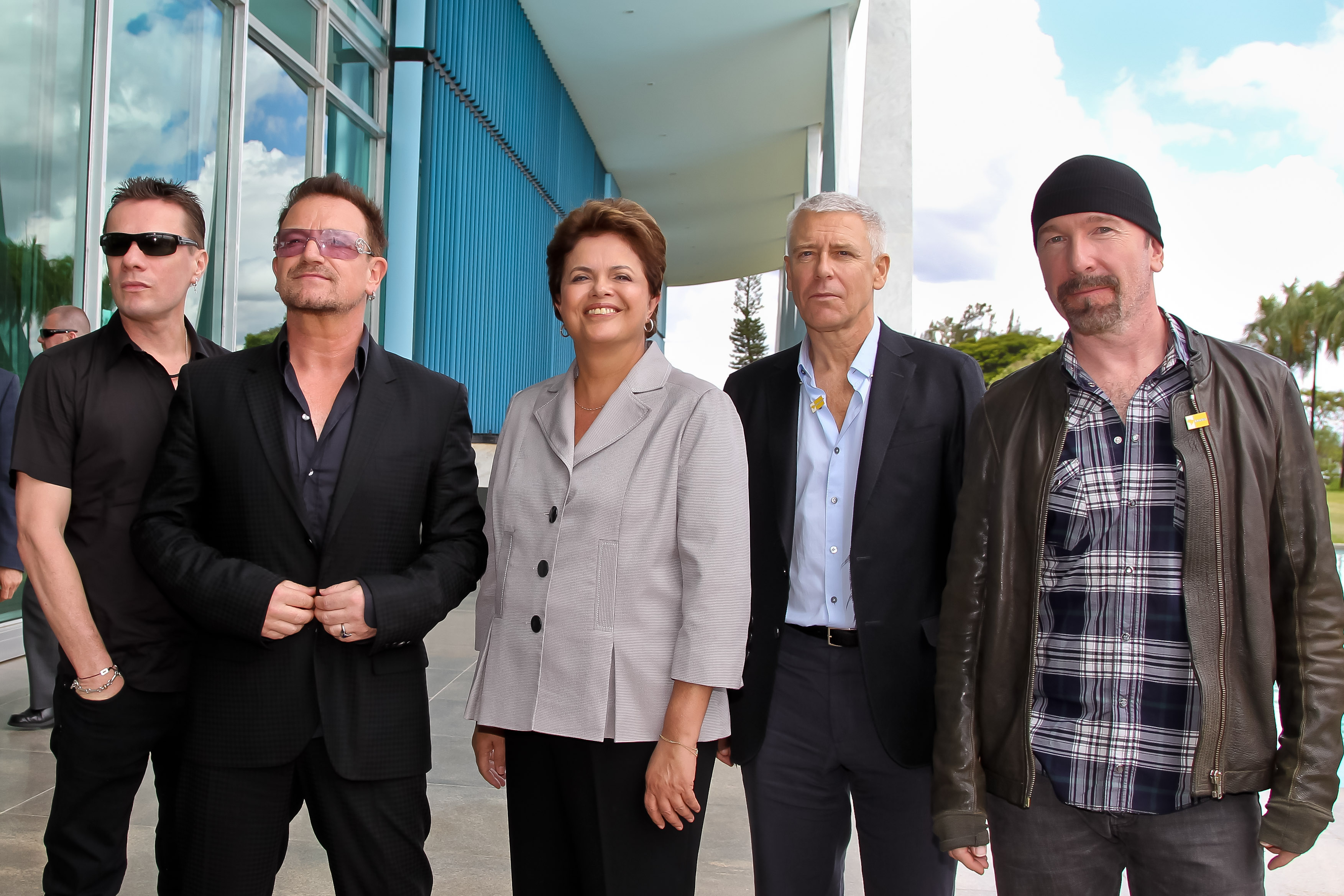
Członkowie U2 z prezydentką Brazylii Dilmą Rousseff (2011)

5 listopada 2009 muzycy zagrali pod Bramą Brandenburską w Berlinie koncert z okazji 20. rocznicy upadku Muru Berlińskiego. W trakcie trzeciej części trasy „U2 360° Tour” w 2010 zaprezentowali trzy nowe kompozycje – „Glastonbury” (poświęcona słynnemu festiwalowi w Glastonbury), „North Star” i „Every Breaking Wave”. Ostatecznie trasa „360 Tour” zakończyła się 30 lipca 2011 w Moncton po 110 występach zagranych w niemal wszystkich częściach świata. Przez kolejną dekadę piastowała ona miano najbardziej dochodowej trasy koncertowej w historii z dochodem w wysokości 736 mln dol..

### AlbumySongs of InnocenceiSongs of Experience(2012–2019)
Po zakończeniu ponad dwuletniej trasy koncertowej członkowie U2 na pewien czas wycofali się z życia publicznego, nie rezygnując jednak prac nad materiałem na kolejne płyty. W listopadzie 2013 wydali singiel „Ordinary Love”, który nagrali na potrzeby ścieżki dźwiękowej filmu Mandela: Droga do wolności o Nelsonie Mandeli. Utwór zdobył dużą popularność i był nominowany do Oscara za najlepszą piosenkę oryginalną. W lutym 2014 wydali singiel „Invisible”, a 9 września wystąpili na konferencji branżowej Apple w Kalifornii, na której ogłosili, że ukończyli pracę nad albumem pt. Songs of Innocence i jeszcze tego samego dnia będzie on dostępny online jako darmowy prezent dla użytkowników iTunes. Niespodziewana premiera albumu – która miała być w zamyśle miłą niespodzianką dla fanów po pięciu latach przerwy od poprzedniego longplaya – wzbudziła liczne kontrowersje wśród użytkowników Apple’a, którzy zarzucali firmie, że wgrała na ich telefony nowy krążek zespołu, nie pytając się o zgodę, co potraktowano jako naruszenie ich prywatności.

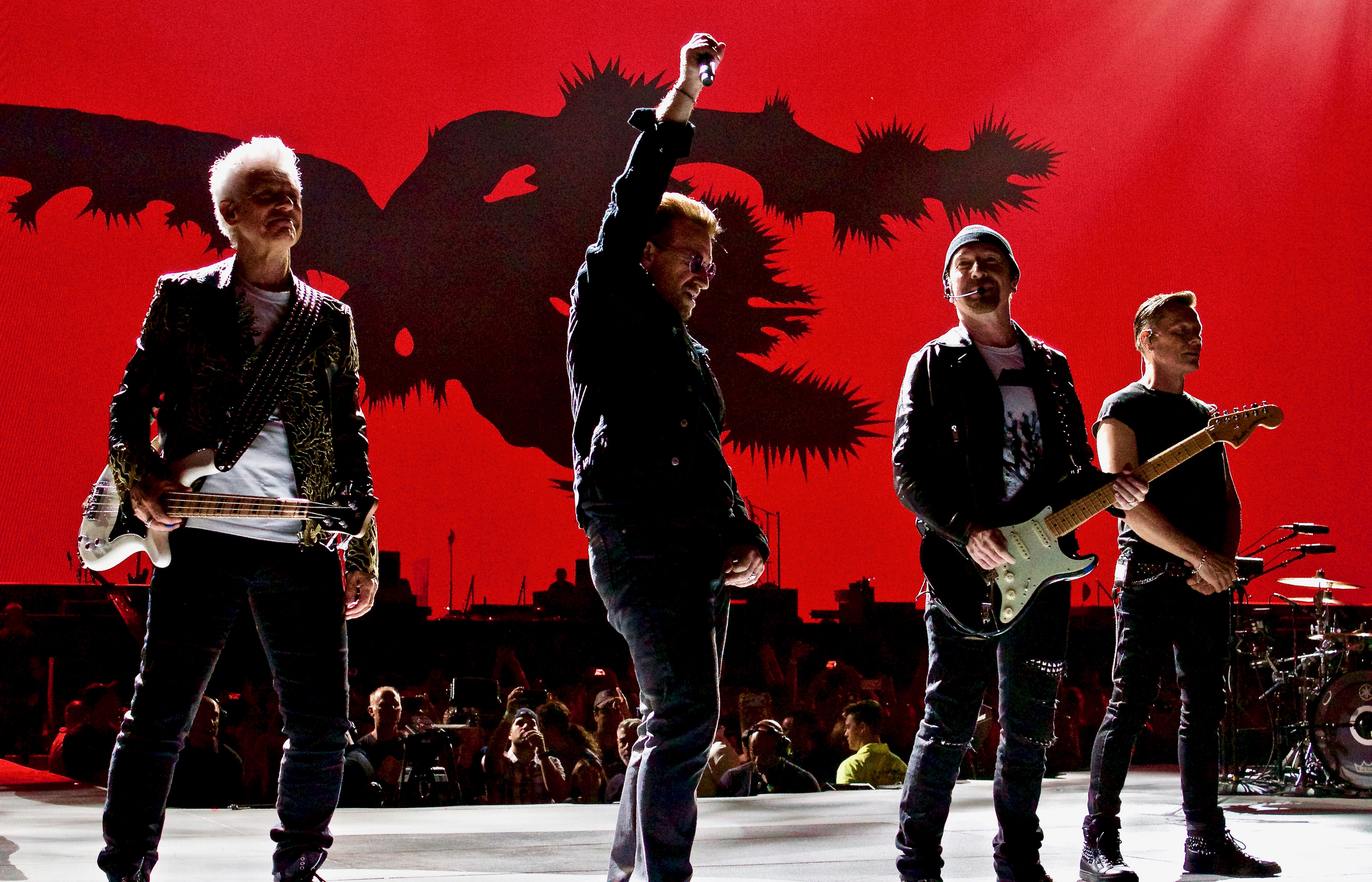
U2 na koncercie w Kansas City w ramach trasy „The Joshua Tree Tour 2017”

14 maja 2015 koncertem w Vancouver rozpoczęli trasę „Innocence + Experience Tour”, na której promowali nowy album. 13 listopada 2015 w Paryżu doszło do islamskich zamachów terrorystycznych, w wyniku zmarło 137 osób. Dzień później muzycy mieli grać koncert w paryskiej hali widowiskowej w ramach trasy „Innocence + Experience Tour”, ale zamiast tego pojawili się w miejscu ataku, by złożyć kwiaty i oddać hołd ofiarom zamachu. Z kolei dwa paryskie koncerty zostały przeniesione na 6 i 7 grudnia, a także sfilmowane i wydane na DVD jako Innocence + Experience: Live in Paris. W finale drugiego wieczoru na scenę zaproszono amerykański zespół Eagles of Death Metal, podczas którego występu doszło do listopadowych zamachów. Grupa wykonała z U2 utwór „People Have the Power” z repertuaru Patti Smith, a następnie jedną piosenkę ze swojego repertuaru. W 2017, dla uczczenia 30. rocznicy premiery płyty The Joshua Tree, zespół wyruszył w trasę koncertową „The Joshua Tree Tour 2017”, podczas której – po raz pierwszy w historii – wykonał na żywo cały zestaw utworów z płyty. Uzupełnieniem trasy były występy w Australii, Oceanii i Azji pod koniec 2019. 1 grudnia 2017 do sklepów trafił krążek pt. Songs of Experience, stanowiący kontynuację longplaya z 2014. W 2018 zespół wyruszył w promującą go trasę „Experience + Innocence Tour”. 1 września, na początku koncertu w Berlinie, Bono zaczął mieć poważne problemy z głosem, które uniemożliwiły mu dalszy występ. Po konsultacjach lekarskich okazało się, że była to chwilowa niedyspozycja i zespół kontynuował trasę. Przerwany koncert został przeniesiony na 13 listopada i odbył się wtedy jako finał trasy, a zapis w formie DVD z jego przebiegu był dystrybuowany jako coroczny prezent dla członów oficjalnego fanklubu zespołu w 2020.

## Muzyka
Brzmienie grupy oparte jest na wibrującym, elektronicznie podrasowanym dźwięku gitary elektrycznej z zastosowaniem wielokrotnego pogłosu, melodyjnym, emocjonalnym śpiewie Bono i typowej dla nowej fali solidnie grającej sekcji rytmicznej.
Zespół U2 na płycie pt. War zamieścił m.in. utwór „Sunday Bloody Sunday”, którego tekst odnosi się do krwawych wydarzeń z 30 stycznia 1972 w Derry. Pomimo licznych zapewnień członków zespołu, iż piosenka jest pacyfistyczna i nie ma na celu nawoływania do walki, część radykałów z Irlandzkiej Armii Republikańskiej posługuje się nią jak hymnem.
Dokonania muzyczne U2 można podzielić na trzy okresy, wyznaczane przez trzy dekady istnienia zespołu. Pierwszy trwał przez całe lata 80., od wydania debiutanckiej płyty Boy (1980) aż do częściowo koncertowego Rattle and Hum (1988). Muzyka zespołu w tym okresie odznaczała się prostymi brzmieniami, opierającymi się na wibrującym brzmieniu gitary elektrycznej The Edge’a. Teksty z płyt wydanych w latach 80. traktowały głównie o sprawach wiary (na albumie October), sytuacji politycznej i sposobie życia (War) czy pojęciu miłości i codzienności (The Joshua Tree).
Drugi okres rozpoczął się w 1991 poprzez wydanie singla „The Fly” z płyty Achtung Baby i charakteryzował się diametralnie różnym brzmieniem i charakterem. Bono określił ten album jako „ścinanie przez czterech facetów Drzewa Jozuego” (ang. The Joshua Tree), co uznawane jest za trafną charakterystykę tamtego okresu w muzyce U2. Członkowie zespołu zerwali z tym, co ich wyróżniało w latach 80., stawiając na pierwszym miejscu eksperymentalne, pełne elektroniki utwory. Na lata 90. przypada też okres największych tras koncertowych U2, takich jak „Zoo TV Tour” czy „PopMart Tour”. Fani charakteryzują albumy wydane w latach 90. jako trylogię (Achtung Baby, Zooropa i Pop), jako że wszystkie trzy albumy były pełne nowych rozwiązań, poszukiwań miłości w zmaterializowanym świecie. Pop (1997) uznawany jest za najbardziej mroczną płytę U2, choć Bono podsumował, że album był raczej próbą przebicia się przez technologiczną otoczkę do sedna życia.
Trzeci okres działalności U2 stanowi powrót do prostych melodii z lat 80., czego zapowiedzią była wydana płyta All That You Can’t Leave Behind (2000), która przez część krytyków została uznana za zbyt „prostą”. Muzycy odrzucili na niej charakteryzującą zespół w latach 90. ironię, pastisz i elektronikę, stawiając na autentyzm i prostotę przekazów. Kolejnym krokiem w tę stronę przemiany była płyta How to Dismantle an Atomic Bomb (2004), uznana za najbardziej osobisty album w historii zespołu.
Zespół słynie z wykonywania podczas koncertów licznych snippetów, czyli krótkich fragmentów piosenek innych wykonawców (czasem także własnych kompozycji) wplatanych w grany właśnie utwór. Inspiracją do napisania albumów Songs of Innocence i Songs of Experience były tomy wierszy Williama Blake’a.
Grupa znana jest również ze spektakularnych, multimedialnych występów prezentujących ich tematyczne albumy. Muzycy znani są ze stanowczych wypowiedzi o treści politycznej, społecznej i religijnej, a równocześnie zaangażowania w różne ruchy społeczne i charytatywne. W 2005 otrzymali od Amnesty International tytuł „Ambasadorów sumienia”.

## Skład zespołu
- Bono (właściwie Paul Hewson) – śpiew, gitara, harmonijka
- The Edge (właściwie Dave Evans) – gitara, pianino, wokal
- Adam Clayton – gitara basowa
- Larry Mullen Jr. – perkusja

## Dyskografia
Albumy studyjne:
- Boy (1980)
- October (1981)
- War (1983)
- The Unforgettable Fire (1984)
- The Joshua Tree (1987)
- Rattle and Hum (1988)
- Achtung Baby (1991)
- Zooropa (1993)
- Original Soundtracks 1 (1995; płyta wydana pod szyldem Passengers)
- Pop (1997)
- All That You Can’t Leave Behind (2000)
- How to Dismantle an Atomic Bomb (2004)
- No Line on the Horizon (2009)
- Songs of Innocence (2014)
- Songs of Experience (2017)
- Songs of Surrender(inne języki) (2023)[67]

## Trasy koncertowe
Z pominięciem pojedynczych występów m.in. na festiwalach.
| Lp    | Nazwa trasy                 | Promowana płyta                 | Miejsce                                                                                  | Czas                                | Liczba koncertów |
| ----- | --------------------------- | ------------------------------- | ---------------------------------------------------------------------------------------- | ----------------------------------- | ---------------- |
| 1     | Boy Tour                    | Boy                             | Europa, Stany Zjednoczone                                                                | 6 września 1980 – 9 czerwca 1981    | 157              |
| 2     | October Tour                | October                         | Europa, Stany Zjednoczone                                                                | 16 sierpnia 1981 – 7 sierpnia 1982  | 102              |
| 3     | War Tour                    | War                             | Europa, Stany Zjednoczone, Kanada, Japonia                                               | 1 grudnia 1982 – 30 listopada 1983  | 110              |
| 4     | The Unforgettable Fire Tour | The Unforgettable Fire          | Australia, Nowa Zelandia, Europa, Stany Zjednoczone, Kanada                              | 29 sierpnia 1984 – 13 lipca 1985    | 112              |
| 5     | The Joshua Tree Tour        | The Joshua Tree                 | Europa, Stany Zjednoczone, Kanada                                                        | 2 kwietnia 1987 – 20 grudnia 1987   | 111              |
| 6     | Lovetown Tour               | Rattle and Hum                  | Australia, Nowa Zelandia, Japonia, Europa                                                | 21 września 1989 – 10 stycznia 1990 | 47               |
| 7     | Zoo TV Tour                 | Achtung Baby Zooropa            | Europa, Stany Zjednoczone, Kanada, Meksyk, Australia, Nowa Zelandia, Japonia             | 29 lutego 1992 – 10 grudnia 1993    | 157              |
| 8     | PopMart Tour                | Pop                             | Europa, Stany Zjednoczone, Kanada, Ameryka Południowa, Japonia, RPA                      | 25 kwietnia 1997 – 21 marca 1998    | 93               |
| 9     | Elevation Tour              | All That You Can’t Leave Behind | Europa, Stany Zjednoczone, Kanada                                                        | 24 marca 2001 – 2 grudnia 2001      | 113              |
| 10    | Vertigo Tour                | How to Dismantle an Atomic Bomb | Europa, Stany Zjednoczone, Kanada, Ameryka Południowa, Australia, Nowa Zelandia, Japonia | 28 marca 2005 – 9 grudnia 2006      | 131              |
| 11    | U2 360° Tour                | No Line on the Horizon          | Europa, Stany Zjednoczone, Kanada, Australia, Nowa Zelandia, RPA                         | 30 czerwca 2009 – 30 lipca 2011     | 110              |
| 12    | Innocence + Experience Tour | Songs of Innocence              | Kanada, Stany Zjednoczone, Europa                                                        | 14 maja 2015 – 7 grudnia 2015       | 76               |
| Razem |                             |                                 |                                                                                          |                                     | 1319             |

### U2 w Polsce
Zespół do tej pory trzy razy wystąpił w Polsce. Pierwszy raz na warszawskim Służewcu 12 sierpnia 1997, podczas trasy „PopMart”, kiedy to w trakcie wykonywania kojarzonego z Polską utworu „New Year’s Day” zespół wyświetlił na ekranie zdjęcia manifestacji Solidarności i Lecha Wałęsy (jego historia, zgodnie ze słowami Bono, stanowiła inspirację piosenki), wywołując entuzjazm wśród publiczności.
5 lipca 2005 zespół wystąpił na Stadionie Śląskim w Chorzowie, a ich koncert poprzedziły formacje The Killers oraz The Magic Numbers. Przed wydarzeniem fani zorganizowali akcję „Flaga”, polegającą na stworzeniu polskiej flagi na trybunach stadionu, która miała się pojawić w trakcie wykonywania przez zespół utworu „New Year’s Day”. Za sprawą widowiskowej inicjatywy publiczności koncert w Chorzowie został przez Bono wspomniany w książce U2 o U2 jako „najwspanialszy moment na trasie”, stał się on również inspiracją dla podejmowania podobnych akcji ze strony fanów z całego świata.
6 sierpnia 2009 zespół ponownie wystąpił na Stadionie Śląskim w Chorzowie, tym razem w ramach trasy „U2 360° Tour”. Jako support wystąpiła grupa Snow Patrol. Podczas koncertu doszło do powtórzenia akcji „Flaga”, na co zespół odpowiedział wyświetleniem polskiej flagi na ekranie stanowiącym element scenografii.
| Lp. | Czas             | Miejsce                 | Trasa koncertowa | Liczba wykonanych piosenek | Setlista |
| --- | ---------------- | ----------------------- | ---------------- | -------------------------- | --- |
| 1.  | 12 sierpnia 1997 | Warszawa                | PopMart Tour     | 23                         | Mofo, I Will Follow, Gone, Even Better Than The Real Thing, Last Night On Earth, Until The End Of The World, New Year’s Day, Pride (In The Name Of Love), I Still Haven’t Found What I’m Looking For, All I Want Is You / Stand By Me (snippet), Staring At The Sun, Born To Be Wild (Edge Karaoke), Miami / My Mammy (snippet) / Cuba (snippet), Bullet The Blue Sky / America (snippet), Please, Where The Streets Have No Name / Playboy Mansion (snippet) bisy: Discothèque / Love To Love You Baby (snippet) / Barbara Ann (snippet) / Black Betty (snippet) / Discothèque Howie B Hairy B Mix (snippet), If You Wear That Velvet Dress, With Or Without You, Hold Me, Thrill Me, Kiss Me, Kill Me, Mysterious Ways, One, Unchained Melody                |
| 2.  | 5 lipca 2005     | Chorzów, Stadion Śląski | Vertigo Tour     | 24                         | Vertigo, I Will Follow, The Electric Co. / Bullet With Butterfly Wings (snippet) / I Can See For Miles (snippet), Can’t Stand The Rain (snippet) / Elevation, New Year’s Day, Beautiful Day / Sgt. Pepper's Lonely Hearts Club Band (snippet), I Still Haven’t Found What I’m Looking For, All I Want Is You, City Of Blinding Lights, Miracle Drug, Sometimes You Can't Make It On Your Own, Love And Peace Or Else, Sunday Bloody Sunday, Bullet The Blue Sky / The Hands That Built America (snippet) / When Johnny Comes Marching Home (snippet), Running To Stand Still, Pride (In The Name Of Love), Where The Streets Have No Name, One bisy: Zoo Station, The Fly, With Or Without You, All Because Of You, Yahweh, Vertigo / Happy Birthday (snippet) |
| 3.  | 6 sierpnia 2009  | Chorzów, Stadion Śląski | U2 360° Tour     | 24                         | Breathe, No Line On The Horizon, Get On Your Boots, Magnificent, Beautiful Day / Mazurek Dąbrowskiego (snippet) / Blackbird (snippet), Elevation, New Year’s Day, I Still Haven’t Found What I’m Looking For / Stand By Me (snippet), Stuck In A Moment, Happy Birthday, Unknown Caller, The Unforgettable Fire, City Of Blinding Lights / Sgt. Pepper's Lonely Hearts Club Band (snippet), Birthday (snippet) / Vertigo, Crazy Tonight / Two Tribes (snippet), Sunday Bloody Sunday / Rock The Casbah (snippet), Pride (In The Name Of Love), MLK, Walk On / You'll Never Walk Alone (snippet), Where The Streets Have No Name / The Whole Of The Moon (snippet), One bisy: Ultra Violet (Light My Way), With Or Without You, Moment of Surrender             |

## Nagrody
Nagrody Grammy
| Rok  | Kategoria                                        | Nagrodzony                                |
| ---- | ------------------------------------------------ | ----------------------------------------- |
| 1988 | Album of the Year                                | The Joshua Tree                           |
| 1988 | Best Performance by Rock Duo or Group with Vocal | The Joshua Tree                           |
| 1989 | „Desire”                                         |                                           |
| 1989 | Best Performance Music Video                     | „Where the Streets Have No Name”          |
| 1993 | Best Performance by Rock Duo or Group with Vocal | Achtung Baby                              |
| 1994 | Najlepszy album z muzyką alternatywną            | Zooropa                                   |
| 1995 | Best Long Form Music Video                       | Zoo TV: Live from Sydney                  |
| 2001 | Best Performance by Rock Duo or Group with Vocal | „Beautiful Day”                           |
| 2001 | Piosenka roku                                    | „Beautiful Day”                           |
| 2001 | Nagranie roku                                    | „Beautiful Day”                           |
| 2002 | Najlepszy album rockowy                          | All That You Can’t Leave Behind           |
| 2002 | Best Performance by Rock Duo or Group with Vocal | „Elevation”                               |
| 2002 | Best Pop Duo or Group with Vocal                 | „Stuck in a Moment You Can’t Get Out Of”  |
| 2002 | Record of the Year                               | „Walk On”                                 |
| 2005 | Best Short Form Music Video                      | „Vertigo”                                 |
| 2005 | Najlepsza piosenka rocka                         | „Vertigo”                                 |
| 2005 | Best Performance by Rock Duo or Group with Vocal | „Vertigo”                                 |
| 2006 | Album roku                                       | How to Dismantle an Atomic Bomb           |
| 2006 | Piosenka roku                                    | „Sometimes You Can’t Make It on Your Own” |
| 2006 | Best Performance by Rock Duo or Group with Vocal | „Sometimes You Can’t Make It on Your Own” |
| 2006 | Najlepsza piosenka rockowa                       | „City of Blinding Lights”                 |
| 2006 | Najlepszy album rockowy                          | How to Dismantle an Atomic Bomb           |

BRIT Awards
| Rok                    | Kategoria                      |
| ---------------------- | ------------------------------ |
| 1983                   | Najlepszy występ na żywo       |
| 1988                   | Najlepsza grupa międzynarodowa |
| 1989                   | Najlepsza grupa międzynarodowa |
| 1990                   | Najlepsza grupa międzynarodowa |
| 1992                   | Najlepsza grupa międzynarodowa |
| 1998                   | Najlepsza grupa międzynarodowa |
| 2001                   | Najlepsza grupa międzynarodowa |
| Wybitny wkład w muzykę |                                |

MTV Music Awards
| Year | Kategoria                                      | Nagrodzony                             |
| ---- | ---------------------------------------------- | -------------------------------------- |
| 1987 | Wybór widzów                                   | „With or Without You”                  |
| 1989 | Najlepszy teledysk z filmu                     | „When Love Comes to Town”              |
| 1992 | Najlepsze efekty specjalne w teledysku         | „Even Better Than the Real Thing”      |
| 1995 | International Viewer's Choice Award–MTV Europe | „Hold Me, Thrill Me, Kiss Me, Kill Me” |
| 2001 | Video Vanguard Award                           |                                        |

Q Awards
| Rok  | Kategoria                                        |
| ---- | ------------------------------------------------ |
| 1990 | Najlepszy występ na świecie                      |
| 1991 | Najlepszy występ na świecie                      |
| 1992 | Najlepszy występ na świecie                      |
| 1993 | Najlepszy występ na świecie                      |
| 1994 | Merit Award                                      |
| 1996 | Q Inspiration Award                              |
| 2004 | Q Icon                                           |
| 2005 | Najlepszy występ na żywo                         |
| 2006 | The Q Innovation in Sound Award (dla The Edge’a) |
| 2006 | The Q Award of Awards                            |